# Harry Longstreet
Pour les articles homonymes, voir Longstreet.
Harry Longstreet est un réalisateur américain.

## Filmographie

### Série télévisée
- 1987 : Fame (2 épisodes : Le Contrat du siècle et Alice n'est plus ici)
- 1989 : CBS Schoolbreak Special
- 1989 : Alien Nation (4 épisodes : Pilot, Chains of Love, Spirit of 95 et The Touch)
- 1993 : Amour, sexe et sang-froid
- 1993 : X-Files (1 épisode : Compressions)